# Xian de Wanrong
Pour les articles homonymes, voir Wanrong.
Le xian de Wanrong (万荣县 ; pinyin : Wànróng Xiàn) est un district administratif de la province du Shanxi en Chine. Il est placé sous la juridiction de la ville-préfecture de Yuncheng.

## Démographie
La population du district était de 419 649 habitants en 1999.